# Miguel Damião
Miguel Damião (n. 30 de Junho de 1971) é um ator/comediante português, natural dos Açores.

## Biografia
Em 2001, tirou licenciatura em Teatro pela Escola Superior de Teatro e Cinema do Instituto Politécnico de Lisboa
Foi repórter fotográfico do Correio da Manhã.

## Filmografia

### Televisão
- Elenco principal, Salto de Fé, RTP1 2025
- Elenco adicional, Carlos em A Protegida, TVI 2025
- Elenco principal, Serafim Van Der Haagen em Azul, SIC 2025
- Elenco adicional, Domingues em Contado por Mulheres, RTP1 2023
- Elenco principal, Doutor Ruca em Pôr do Sol, RTP1 2021
- Elenco principal, Primeiro Ministro em Prisão Domiciliária, SIC/OPTO 2021
- Elenco adicional, Francisco em Até Que a Vida Nos Separe, RTP1 2021
- Elenco adicional, Paco em Terra Brava, SIC 2020
- Elenco principal, Flávio Lopes em Alma e Coração, SIC 2018/2019
- Elenco principal, Jorge Almeida em Amor Maior , SIC 2016/2017
- Elenco principal, Carlos Torres em Aqui tão Longe, RTP 2016
- Participação especial, Duarte Amorim em Mar Salgado, SIC 2014
- Elenco principal, Tiago Nogueira em Bem-Vindos a Beirais, RTP 2014-2015
- Elenco adicional, Marco Viana em Mundo ao Contrário, TVI 2013
- Elenco adicional, Mendonça em Louco Amor, TVI 2013
- Elenco principal, ele próprio em Último a Sair, RTP 2011
- Elenco adicional, Zé Zarolho em Mar de Paixão, TVI 2010
- Elenco adicional, Jorge em Ele é Ela, TVI 2009
- Elenco adicional, Detective Antunes em Meu Amor, TVI 2009
- Participação especial, em No Dia Em Que... Publicámos o Futuro, RTP 2009
- Elenco adicional, Pablo em Rebelde Way, SIC 2008-2009
- Protagonista, Dr. Gonçalo em Casos da Vida (2008), TVI 2008
- Participação especial, em Liberdade 21, RTP 2008
- Participação como concorrente no programa A Herança, RTP 2007
- Elenco adicional, em Regresso a Sizalinda, RTP 2006
- Elenco principal, Vasco no telefilme Amigos Como Dantes, de Mário Barroso, RTP 2005
- Participação especial, Mafioso em Uma Aventura nas Férias da Páscoa, SIC 2005
- Participação especial, Aníbal em Morangos com Açúcar, TVI 2004
- Participação especial, Jogador em Inspector Max, TVI 2004
- Participação especial, Cientista em A Minha Sogra é uma Bruxa, RTP 2002
- Participação especial, Ventoinha em O Olhar da Serpente, SIC 2002
- Participação especial, Zé Maria em Uma Aventura no Teatro, SIC 2001
- Elenco principal, Dr. Júlio em Maternidade, RTP 2011

### Streaming
- 2023 - Rabo de Peixe, Padre António (elenco adicional), Netflix